# Futebol nos Jogos Pan-Americanos de 2019
Os torneios de Futebol nos Jogos Pan-Americanos de 2019 em Lima, Peru, foram realizados de 28 de julho a 10 de agosto. A sede da competição é o Estádio Universidad San Marcos, com capacidade para 32.000 espectadores sentados.
Um total de oito equipes masculinas e oito equipes femininas (cada uma com até 18 atletas) competiu em cada torneio. Isto significa que um total de 288 atletas foram inscritos para competir. O torneio masculino é uma competição sub-22 (nascidos a partir de 1 de janeiro de 1997), com cada equipe podendo convocar três jogadores mais velhos. O torneio feminino é uma competição aberta, sem restrição por idade.

## Calendário
| Julho / Agosto | 24 | 25 | 26 | 27 | 28 | 29 | 30 | 31 | 1 | 2 | 3 | 4 | 5 | 6 | 7 | 8 | 9 | 10 | 11 |
| -------------- | -- | -- | -- | -- | -- | -- | -- | -- | - | - | - | - | - | - | - | - | - | -- | -- |
| Futebol        |    |    |    |    |    |    |    |    |   |   |   |   |   |   |   |   | 1 | 1  |    |

|  | Dia de competição |  | Dia de final |

## Medalhistas
| Evento             | Ouro | Prata | Bronze |
| ------------------ | --- | --- | --- |
| Masculino detalhes | Facundo Cambeses Juan Pablo Cozzani Leonel Mosevich Aaron Barquett Marcelo Herrera Joaquín Novillo Nicolás Demartini Facundo Medina Fausto Vera Santiago Colombatto Aníbal Moreno Agustín Urzi Lucas Necul Carlos Valenzuela Adolfo Gaich Nicolás González Ignacio Aliseda Sebastián Lomonaco ARG Argentina | Alex Güity Enrique Facussé Kentucky Wildcats Cristopher Meléndez Elvin Oliva José Antonio García Ricky Zapata Elison Rivas Denil Maldonado Carlos Pineda Kervin Arriaga Rembrandt Flores José Pinto Jorge Álvarez José Reyes Kilmar Peña Aldo Fajardo Darixon Vuelto Douglas Martínez HON Honduras     | José Hernández Kevin Álvarez Ismael Govea Johan Vásquez Aldo Cruz Eric Cantú Paolo Yrizar Oscar Macías José de Jesús Godínez Diego Abella Mauro Lainez Luis Malagón Ulises Cardona Pablo César López Francisco Venegas Joaquín Esquivel Marcel Ruiz Brayton Vázquez MEX México                                               |
| Feminino detalhes  | Catalina Pérez Stefany Castaño Michell Lugo Carolina Arias Daniela Arias Daniela Caracas Isabella Echeverri Natalia Gaitán Manuela Vanegas Jéssica Caro Daniela Montoya Diana Ospina Marcela Restrepo Leicy Santos Lady Andrade Mayra Ramírez Catalina Usme Oriánica Velásquez COL Colômbia                 | Vanina Correa Solana Pereyra Agustina Barroso Aldana Cometti Virginia Gómez Adriana Sachs Eliana Stábile Gabriela Chávez Natalie Juncos Mariela Coronel Dalila Ippólito Miriam Mayorga Vanesa Santana Micaela Cabrera Mariana Larroquette Milagros Menéndez Yael Oviedo Yamila Rodríguez ARG Argentina | Noelia Bermúdez Priscilla Tapia Lixy Rodríguez Carol Sánchez Daniela Cruz Fabiola Sánchez Gabriela Guillén María Paula Elizondo Stephannie Blanco Valeria del Campo Shirley Cruz Katherine Alvarado Raquel Rodríguez Gloriana Villalobos Mariana Benavides Priscila Chinchilla María Paula Salas Sofía Varela CRC Costa Rica |

## Países participantes
Um total de doze delegações enviaram equipes para as competições de futebol. Os números em parênteses representam o número de participantes classificados.
- ARG Argentina (36)
- COL Colômbia (18)
- CRC Costa Rica (18)
- EQU Equador (18)
- HON Honduras (18)
- JAM Jamaica (36)
- MEX México (36)
- PAN Panamá (36)
- PAR Paraguai (18)
- PER Peru (36)
- URU Uruguai (18)

## Classificação
Um total de oito equipes masculinas e oito equipes femininas irão se classificar para competir nos jogos em cada torneio. O país-sede (Peru) recebeu classificação automática para ambos os torneios, junto com outras sete equipes em cada torneio de acordo com vários critérios de classificação.
Masculino
| Evento                          | Datas                           | Local          | Vagas | Classificados                                  |
| ------------------------------- | ------------------------------- | -------------- | ----- | ---------------------------------------------- |
| País-sede                       | —                               | —              | 1     | PER Peru                                       |
| Campeonato Sul-Americano Sub-20 | 17 de janeiro – 10 de fevereiro | Chile          | 3     | ARG Argentina EQU Equador URU Uruguai          |
| Campeonato da CONCACAF Sub-20   | 1–21 de novembro                | Estados Unidos | 4     | JAM Jamaica PAN Panamá MEX México HON Honduras |
| Total                           |                                 |                | 8     |                                                |

- O primeiro colocado do Norte, do Caribe e da América Central se classificou. A quarta vaga foi definida pela CONCACAF em uma data posterior.

- O Brasil, não estará presente nessa edição por não conseguir uma das vagas na competição devido ao fato de não estar entre os finalistas no Campeonato Sul-Americano Sub-20.

Feminino
| Evento                                                      | Datas           | Local          | Vagas | Classificados                                    |
| ----------------------------------------------------------- | --------------- | -------------- | ----- | ------------------------------------------------ |
| País-sede                                                   | —               | —              | 1     | PER Peru                                         |
| Copa América Feminina de 2018 (equipes entre 3° e 5° lugar) | 4–22 de abril   | Chile          | 3     | ARG Argentina COL Colômbia PAR Paraguai          |
| Copa Ouro Feminina de 2018                                  | 4–17 de outubro | Estados Unidos | 4     | JAM Jamaica PAN Panamá CRC Costa Rica MEX México |
| Total                                                       |                 |                | 8     |                                                  |

- O primeiro colocado do Norte, do Caribe e da América Central se classificou. A quarta vaga foi definida pela CONCACAF em uma data posterior.

- Tanto o México quanto a Costa Rica substituíram os EUA e o Canadá, que se retiraram para se concentrar na Copa do Mundo de Futebol Feminino de 2019.[5]

- O Brasil, atual medalhista de ouro desde os Jogos Pan-Americanos de 2003, não participou dessa edição devido ao fato de já garantir a vaga automática para os Jogos Olímpicos de Verão de 2020, por ter vencido a Copa América Feminina de 2018.

## Quadro de medalhas
| Ordem | País           | Medalha de ouro | Medalha de prata | Medalha de bronze |   |
| ----- | -------------- | --------------- | ---------------- | ----------------- | - |
| 1     | COL Colômbia   | 1               |                  |                   | 1 |
| 2     | ARG Argentina  | 1               | 1                |                   | 2 |
| 3     | HON Honduras   |                 | 1                |                   | 1 |
| 4     | CRC Costa Rica |                 |                  | 1                 | 1 |
|       | MEX México     |                 |                  | 1                 | 1 |
| TOTAL | TOTAL          | 2               | 2                | 2                 | 6 |